# Igor Cvitanović
Igor Cvitanović, hrvaški nogometaš in trener, * 1. november 1970.
Za hrvaško reprezentanco je odigral 29 uradnih tekem in dosegel štiri gole.